# Skrubbe
Skrubben (Platichthys flesus) er en fisk i familien af højrevendte fladfisk (Pleuronectidae). Familien kaldes også Flynderfamilien eller Rødspættefamilien.
Normal længde er ca. 30 cm. men der ses eksemplarer med en længde på indtil 50 centimeter.
Vægten kan være op til 3 kg.
Rødspætten er nært beslægtet med Skrubben, og de to arter får afkom med hinanden.
Afkommet af en sådan krydsning reproducerer ikke effektivt.
Skrubben er også populær blandt lystfiskere der fanger den fra kysten. Den fanges på et bundforfang/rødspætteforfang. På forfanget er der et blylod. Krogene agnes med børsteorm der er de mest fortrukne, ellers sandorm eller rejer.